# Rodolfo I de Faucigny
Rodolfo I de Faucigny, foi Senhor de Faucigny. e provêm de uma família cuja origem se encontra no Século X e no Século XI. Esta família deu o seu nome a um castelo, o Castelo Faucigny, localizado na comunidade de Faucigny (Haute-Savoie), na província de Faucigny no Ducado de Saboia.

## Relações familiares
Foi filho de Guilherme de Faucigny e de Létice. Casou com Constância de Beauvoir de quem teve:
1. Aimão I de Faucigny (1125 – 1160), Senhor de Faucigny casou com Clemência